# Soccer Bowl
Soccer Bowl es nombre por el que se conoce al partido final de la North American Soccer League, aunque oficialmente su denominación ha sido United Soccer Association Final, National Professional Soccer League Final, NASL Final, Soccer Bowl, Soccer Bowl Series, ó Championship Game.
El nombre y concepto del Soccer Bowl fue creado en 1975 por Phil Woosnam, que quería emular la disputa de un partido final de forma similar al Super Bowl de la NFL, liga profesional de fútbol americano. Pero el Soccer Bowl no siempre se ha disputado a un solo encuentro, sino que también se ha disputado a dos partidos (ida y vuelta) y al mejor de tres partidos.
En 1967 hubo dos finales, las de la United Soccer Association y de la National Professional Soccer League, y ya en 1968, fusionadas estas dos ligas para formar la North American Soccer League (NASL), comenzó a ser la final de la nueva liga, que ha tenido dos etapas, la NASL disputada entre 1968 y 1984, y la NASL actual.
En 1969 no hubo partido final, sino que se entregó el trofeo de campeón al primer clasificado de la temporada regular, Kansas City Spurs.
El trofeo que se entrega en la actualidad, presentado el 22 de octubre de 2011, lleva inscrito en su peana "North American Soccer League Soccer Bowl".

## Historial
| Año  | Fecha                       | Campeón                | Subcampeón               | Resultado                  | Estadio                                        | Sede                       | Asistencia   |
| ---- | --------------------------- | ---------------------- | ------------------------ | -------------------------- | ---------------------------------------------- | -------------------------- | ------------ |
| 1967 | 14 de julio                 | Los Angeles Wolves     | Washington Whips         | 6-5 (Prórroga)             | Los Angeles Memorial Coliseum                  | Los Ángeles                | 17.842       |
| 1967 | 3 y 9 de septiembre         | Oakland Clippers       | Baltimore Bays           | 0-1 4-1                    | Memorial Stadium O.co Coliseum                 | Baltimore Oakland          |              |
| 1968 | 21 y 28 de septiembre       | Atlanta Chiefs         | San Diego Toros          | 0-0 3-0                    | Estadio Balboa Atlanta-Fulton County Stadium   | San Diego Atlanta          |              |
| 1970 | 2 y 13 de septiembre        | Rochester Lancers      | Washington Darts         | 3-0 1-3                    | Holleder Memorial Stadium Brookland Stadium    | Rochester Washington D. C. |              |
| 1971 | 12, 15 y 19 de septiembre   | Dallas Tornado         | Atlanta Chiefs           | 2-1 (Series al mejor de 3) | Atlanta-Fulton County Stadium Franklin Stadium | Atlanta Dallas             |              |
| 1972 | 25 de agosto                | New York Cosmos        | St. Louis Stars          | 2-1                        | James M. Shuart Stadium                        | Hempstead                  | 6.102        |
| 1973 | 25 de agosto                | Philadelphia Atoms     | Dallas Tornado           | 2-0                        | Texas Stadium                                  | Irving                     | 18.824       |
| 1974 | 25 de agosto                | Los Angeles Aztecs     | Miami Toros              | 3-3 (5-3 Penaltis)         | Miami Orange Bowl                              | Miami                      | 15.507       |
| 1975 | 24 de agosto                | Tampa Bay Rowdies      | Portland Timbers         | 2-0                        | Spartan Stadium                                | San José                   | 17.483       |
| 1976 | 28 de agosto                | Toronto Metros-Croatia | Minnesota Kicks          | 3-0                        | Kingdome                                       | Seattle                    | 25.765       |
| 1977 | 28 de agosto                | New York Cosmos        | Seattle Sounders         | 2-1                        | Civic Stadium                                  | Portland                   | 35.548       |
| 1978 | 27 de agosto                | New York Cosmos        | Tampa Bay Rowdies        | 3-1                        | Giants Stadium                                 | East Rutherford            | 74.091       |
| 1979 | 8 de septiembre             | Vancouver Whitecaps    | Tampa Bay Rowdies        | 2-1                        | Giants Stadium                                 | East Rutherford            | 50.699       |
| 1980 | 21 de septiembre            | New York Cosmos        | Fort Lauderdale Strikers | 3-1                        | Estadio RFK                                    | Washington D. C.           | 50.768       |
| 1981 | 26 de septiembre            | Chicago Sting          | New York Cosmos          | 0-0 (2-1 Penaltis)         | Exhibition Stadium                             | Toronto                    | 36.971       |
| 1982 | 18 de septiembre            | New York Cosmos        | Seattle Sounders         | 1-0                        | San Diego Stadium                              | San Diego                  | 22.634       |
| 1983 | 1 de octubre                | Tulsa Roughnecks       | Toronto Blizzard         | 2-0                        | Estadio BC Place                               | Vancouver                  | 53.326       |
| 1984 | 1 de octubre 3 de octubre   | Chicago Sting          | Toronto Blizzard         | 2-1 3-2                    | Comiskey Park Varsity Stadium                  | Chicago Toronto            | 8.352 16.842 |
| 2011 | 22 de octubre 29 de octubre | NSC Minnesota Stars    | Fort Lauderdale Strikers | 3-1 0-0                    | National Sports Center Lockhart Stadium        | Blaine Fort Lauderdale     | 4.511 6.849  |
| 2012 | 20 de octubre 27 de octubre | Tampa Bay Rowdies      | Minnesota Stars          | 0-2 3-1                    | National Sports Center Progress Energy Park    | Blaine San Petersburgo     | 4.642 6.208  |
| 2013 | 9 de noviembre              | New York Cosmos        | Atlanta Silverbacks      | 1-0                        | Atlanta Silverbacks Park                       | Atlanta                    | 7.211        |
| 2014 | 15 de noviembre             | San Antonio Scorpions  | Fort Lauderdale Strikers | 2-1                        | Toyota Field                                   | San Antonio                | 7.847        |
| 2015 | 15 de noviembre             | New York Cosmos        | Ottawa Fury FC           | 3-2                        | James M. Shuart Stadium                        | Hempstead                  | 10.166       |
| 2016 | 15 de noviembre             | New York Cosmos        | Indy Eleven              | 0-0 (4-2 Penaltis)         | Belson Stadium                                 | Nueva York                 | 2.150        |
| 2017 | 12 de noviembre             | San Francisco Deltas   | New York Cosmos          | 2-0                        | Kezar Stadium                                  | San Francisco              | 9.691        |

## Jugadores más valiosos del Soccer Bowl

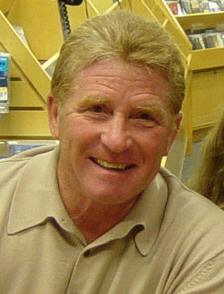
Alan Ball, fue el jugador más valioso del Soccer Bowl en 1979.

| Año  | Jugador           | Equipo                 |
| 1975 | Stewart Jump      | Tampa Bay Rowdies      |
| 1976 | Wolfgang Sühnholz | Toronto Metros-Croatia |
| 1977 | Stephen Hunt      | New York Cosmos        |
| 1978 | Dennis Tueart     | New York Cosmos        |
| 1979 | Alan Ball         | Vancouver Whitecaps    |
| 1980 | Giorgio Chinaglia | New York Cosmos        |
| 1981 | Frantz Mathieu    | Chicago Sting          |
| 1982 | Giorgio Chinaglia | New York Cosmos        |
| 1983 | Njego Pesa        | Tulsa Roughnecks       |
| ---- | ----------------- | ---------------------- |